# Hermann II de Souabe
Hermann II (mort le 4 mai 1003) est un Conradien, duc d'Alsace et duc de Souabe de 997 jusqu'à sa mort en 1003. Il est le fils de Conrad Ier et de Richlinde, probable fille ou plutôt petite-fille de l'empereur Otton Ier cf. l'article Liudolf).
En 1002 il fut un des compétiteurs au trône du Saint-Empire romain germanique en tant que roi des Romains et prit d'assaut Strasbourg dont l'évêque, nommé Wizelin, s'était déclaré pour Henri II, duc de Bavière, parce qu'ils étaient tous deux rivaux. Henri sépara l'Alsace de la Souabe afin de prendre le contrôle du duché, une situation qui continua cependant lorsque son fils Hermann III régna.

## Union et postérité
Hermann II se marie avec Gerberge de Bourgogne, fille de Conrad III de Bourgogne, avec laquelle il a :
- Hermann III de Souabe ;
- Gisèle (morte en 1043) qui se marie d'abord avec Ernest Ier de Babenberg puis avec l'empereur Conrad II ;
- Mathilde de Souabe épouse Conrad de Carinthie (morte en  1011) puis Frédéric II de Lorraine (mort en 1026) ;
- Béatrice (morte en 1057) épouse Adalbéron Ier d'Eppenstein.

Il est peut-être également le père de :
- (?) Gerberge épouse Henri de Schweinfurt (mort en 1017) dont :
  - Otton III de Schweinfurt (mort en 1057).